# Șamanism

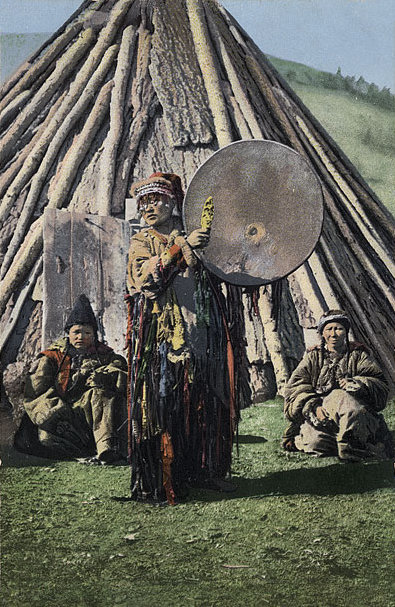
Carte poștală bazată pe o fotografie din 1908 de S. I. Borisov, cu o femeie șaman mai mult ca sigur de etnie en

Mircea Eliade este considerat a fi fondatorul tezei de șamanism, la care se referă în special neo-șamanismul ezoteric în prezent. Validitatea teoriei sale și seriozitatea operei sale este extrem de controversată în știință

Șamanismul este format dintr-o sumă de tradiții, credințe și practici care se ocupă cu comunicarea  cu entități și lumea spiritelor. Cel care practică șamanismul este cunoscut drept șaman. Sunt multe tipuri de șamani și variații ale acestora în jurul lumii, dar toți au în comun anumite caracteristici și credințe. Șamanii sunt intermediari între oameni și lumea spiritelor. Ei pretind că pot trata boli și sunt capabili să intre în lumile superioare pentru a obține răspunsuri la problemele comunității.

## Etimologie
După majoritatea autorilor, termenul de șamanism este derivat din cuvântul „șaman”, împrumutat din Siberia, pe care popoarele tungusiene îl folosesc  pentru a-și descrie necromanții.  Termenul "șaman" este preluat din cuvântul turcic šamán, care este un termen pentru un practicant al acestor obiceiuri, fiind foarte folosit în cultura turco-mongolă și tungusă, ca, de altfel, și în cultura ancestrală din Siberia. Originea etimologică nu este certă. Poate fi legată de rădăcina tungusă ša- "a ști". Alții presupun că termenul provine în mod direct din verbul sambi, din limba Manchu, „ a ști, a cunoaște, a privi prin”, și ar fi singurul cuvânt de această origine asimilat în engleză.

## Definiții
Istoricul englez Ronald Hutton a remarcat că la începutul sec. al XXI-lea, au existat patru definiții separate ale termenului:
- prima definiție se referea la „oricine contactează cu lumea spiritelor în timp ce se află într-o stare de conștiință modificată”
- a doua definiție limitează termenul la cei care contactează cu lumea spiritelor în timp ce se află într-o stare de conștiință modificată la cererea altora
- a treia definiție încearcă să distingă șamanii de alți specialiști magico-religioși, despre care se crede că contactează cu lumea spiritelor, cum ar fi „medium”, „medici vrăjitori”, „vindecători spirituali” sau „profeți”, susținând că șamanii folosesc tehnici specifice.
- a patra definiție identificată de Hutton folosește șamanismul pentru a se referi la religiile indigene din Siberia și din zonele învecinate din Asia.

## Practică
În general, șamanul traversează axa mundi și intră în lumea spirituală prin efectuarea unei tranziții a conștiinței, care intră într-o transă extatică, fie autohypnotic, fie prin utilizarea entheogenilor. Metodele folosite sunt diverse și sunt adesea folosite împreună.

## Filme
- Quantum Men (Carlos Serrano Azcona,) Spania, 2011
- Other Worlds (Jan Kounen), Franța, 2004
- Bells From the Dee (Werner Herzog), Germania 1993
- The Mad Masters (Jean Rouch), Franța 1955
- Au pays des mages noirs (Jean Rouch), Franța 1947